# Wijlrehof
Wijlrehof is een wijk in het stadsdeel Venlo in de gelijknamige Nederlandse gemeente Venlo.
De wijk telt 100 inwoners (2006 CBS). De wijk wordt ingesloten door de treinverbinding Venlo-Maastricht aan het oosten en de provinciale weg (N271) aan het westen. De wijk wordt voornamelijk gedomineerd door industrie.
De wijk heeft haar naam te danken aan de boerderij Wylrehof met daarlangs de Wylderbeek stromend, welke door het gebied naar de Maas stroomde. De wijk staat bekend om de volgende instanties:
- Fontys-opleiding PABO
  - Voorheen Kweekschool Wylderbeek
- Algemene Begraafplaats Venlo
- Kinderboerderij Hagerhof
- Businesspoint TNT Post
- Verenigingsgebouw de Meulewiekers